# Pythagoreischer Körper
In der Mathematik bezeichnet ein Körper eine Menge von Elementen („Zahlen“), auf der die vier Grundrechenarten gemäß gewisser Regeln anwendbar sind. Dieser Körper wird als pythagoreisch bezeichnet, wenn zusätzlich jede (endliche) Summe von Quadratzahlen des Körpers immer noch eine Quadratzahl ist.
Dies ist nicht selbstverständlich: Ein aus der Schulmathematik bekannter Körper ist derjenige der Bruchzahlen. Jede beliebige Summe oder Differenz, jedes Produkt und jeder Quotient ist darin immer ermittelbar. Da {\displaystyle 1^{2}+1^{2}=1+1=2} keine rationale Quadratzahl ist, ist dieser Körper nicht pythagoreisch.
Pythagoreische Körper spielen eine wichtige Rolle in der synthetischen Geometrie, dort wird häufig zusätzlich gefordert, dass −1 keine Quadratzahl sein soll. Sie sind dann formal reelle pythagoreische Körper. – Bei der üblichen Auffassung, dass 0 keine Quadratzahl ist, die auch in diesem Artikel verwendet wird, ergibt sich die Zusatzeigenschaft bereits aus der Definition des pythagoreischen Körpers. Bei diesen Körpern ist stets eine Anordnung möglich. Eine präeuklidische Ebene über einem formal reellen pythagoreischen Körper, in der die Orthogonalitätskonstante zu −1 normiert werden kann, wird auch als pythagoreische Ebene bezeichnet. In solchen Ebenen können Winkelhalbierende konstruiert werden und es lässt sich ein Abstandsbegriff zwischen Punkten einführen, der auf dem Satz des Pythagoras der euklidischen Ebenen beruht. Dies ist einer der Anlässe für die Bezeichnung „pythagoreisch“.
Eine gewisse Bedeutung haben pythagoreische Körper und vor allem pythagoreische Erweiterungen für die Frage der Lösbarkeit von diophantischen Gleichungen in der elementaren Zahlentheorie.
Jeder euklidische Körper ist ein formal reeller pythagoreischer Körper. Alle diese Körper haben stets die Charakteristik 0 und enthalten immer unendlich viele Elemente.

## Definitionen
Ein Körper {\displaystyle (K,+,\cdot )} heißt pythagoreischer Körper, wenn eine der folgenden äquivalenten Bedingungen zutrifft.
- Die Summe von zwei Quadratzahlen in K ist wieder eine Quadratzahl.
- Für jedes {\displaystyle a\in K} ist {\displaystyle 1+a^{2}} eine Quadratzahl, also {\displaystyle 1+a^{2}\in Q_{1}={K^{*}}^{2}=\lbrace b^{2}:\;b\in K\setminus \lbrace 0\rbrace \rbrace }.

Aus diesen Formulierungen folgt zugleich, dass −1 keine Quadratzahl und damit auch keine Summe von Quadratzahlen ist. Denn wäre {\displaystyle -1=c^{2},c\in K^{*}}, dann wäre auch {\displaystyle 0=c^{2}+1^{2}} als Summe von Quadratzahlen eine Quadratzahl, ein Widerspruch, denn Quadratzahlen dürfen nicht verschwinden.

### Eigenschaften
Ein pythagoreischer Körper wie hier definiert ist also stets formal reell. Um dies zu betonen, wird das Attribut formal reell häufig hinzugefügt, daraus folgt dann:
- Die Quadratklassen von −1 und 1 sind verschieden,
- die Zahl −1 ist keine Quadratzahl,
- die Charakteristik des Körpers ist 0.

### Abweichende Bedeutungen
Die gelegentlich gebrauchte, schwächere Definition erhält man durch folgende Charakterisierungen:
Ein Körper {\displaystyle (K,+,\cdot )} heißt pythagoreischer Körper (in allgemeinerer Form), wenn seine Charakteristik 0 ist, und zusätzlich eine der folgenden äquivalenten Bedingungen zutrifft:
- die Summe von zwei Quadratzahlen in {\displaystyle K} ist wieder in {\displaystyle K^{2}=\lbrace k^{2}|k\in K\rbrace },
- für jedes {\displaystyle a\in K} ist {\displaystyle 1+a^{2}\in K^{2}},
- die Pythagoraszahl von {\displaystyle K} ist 1,
- jede pythagoreische Erweiterung (s. u.) von {\displaystyle K} stimmt mit {\displaystyle K} überein.[4]

Eine noch schwächere Form, die ebenfalls in der Literatur vorkommt, verzichtet auch noch auf die Forderung, dass die Charakteristik 0 sein soll. Auch dann sind die vier in diesem Abschnitt genannten Charakterisierungen äquivalente Definitionen des abgeschwächten Begriffs.

### Pythagoreische Erweiterung
Eine Körpererweiterung der Form {\displaystyle K\left({\sqrt {1+a^{2}}}\right)\quad (a\in K^{*})} heißt pythagoreische Erweiterung.

### Strikt-pythagoreischer Körper
Ein Körper {\displaystyle K} heißt strikt-pythagoreisch, wenn er formal reell und pythagoreisch ist und jeder formal reelle Erweiterungskörper {\displaystyle L} ein pythagoreischer Körper ist, sofern die Körpererweiterung {\displaystyle K<L} quadratisch ist, also ihr Erweiterungsgrad {\displaystyle (L:K)=2} ist.

### Euklidischer Körper
Ein pythagoreischer Körper {\displaystyle K} heißt euklidischer Körper, wenn eine der folgenden äquivalenten Bedingungen zutrifft:
- Jedes Element von {\displaystyle K\setminus \lbrace 0\rbrace } ist entweder eine Quadratzahl oder das Negative einer Quadratzahl, niemals beides.
- Der Körper enthält genau die zwei Quadratklassen {\displaystyle Q_{1}} und {\displaystyle Q_{-1}}.

Beide genannten Eigenschaften verschärfen zugleich die von formal reellen Körpern geforderten Eigenschaften, selbst wenn „pythagoreisch“ hier im weitesten Sinn verstanden wird. Also ist jeder euklidische Körper ein formal reeller pythagoreischer Körper mit genau 2 Quadratklassen.

### Pythagoreische Ebene
In der synthetischen Geometrie wird eine affine Ebene mit Orthogonalität, deren Koordinatenkörper ein formal reeller pythagoreischer Körper ist und in der ein Quadrat (die geometrische Figur!) existiert, als pythagoreische Ebene bezeichnet. 
(In dieser Definition kann die Zusatzbedingung „formal reell“ fortgelassen werden, da die Existenz von Quadraten impliziert, dass −1 keine Quadratzahl ist.)

## Geometrische Anwendungen
- Der  Koordinatenkörper einer präeuklidischen Ebene, die frei beweglich ist (in der für jedes schneidende Geradenpaar eine Winkelhalbierende existiert), ist ein formal reeller pythagoreischer Körper.
- Umgekehrt ist für einen formal reellen pythagoreischen Körper {\displaystyle K} die Koordinatenebene {\displaystyle K^{2}} mit Orthogonalität eine frei bewegliche präeuklidische Ebene, falls die Orthogonalitätskonstante quadratisch äquivalent zu −1 ist.